# Jean Sarrazin (général)
Jean Sarrazin, né le 15 août 1770 à Saint-Sylvestre près de Penne (Lot-et-Garonne) et mort le 11 novembre 1848 à Bruxelles, est un général français de la Révolution et de l’Empire.

## Biographie
Il s'engage le 27 septembre 1786 comme dragons dans le régiment Colonel-Général, et il est réformé le 14 septembre 1787. Le 1er août 1792 il devient lieutenant dans la compagnie franche de Saint-Maurice et il participe à la campagne de cette année-là à l'armée du Nord. Capitaine en 1793 il passe à l'armée de la Moselle, puis à l'armée de l'Ouest et enfin à l'armée des Ardennes en 1794. Le 26 juin 1794 il se trouve à la bataille de Fleurus, et il est nommé provisoirement, par le représentant en mission Gillet, adjoint de 1re classe au corps du génie à l'armée de Sambre-et-Meuse de Marceau. Il se trouve à la prise de Coblentz en octobre 1794, et il est nommé provisoirement adjudant-général chef de bataillon le 27 octobre 1794. Confirmé dans son grade le 8 novembre 1794, il sert sous Kléber au siège de Maastricht, et il est élevé au grade d'adjudant-général chef de brigade le 13 juin 1795.
En juillet 1796 il devient chef d'état-major de Bernadotte, et en décembre 1796 il suit la division Bernadotte en Italie. En 1797 il devient gouverneur d'Udine, et le 12 janvier 1798 il passe à l'armée d'Angleterre. Le 6 août il prend part à l'expédition d'Irlande sous Humbert, débarque dans l'île, et s'empare de Killala le 22 août. Il est promu général de brigade provisoire le 23 août 1798, et le 24 il sert au combat de Balayna. Il s'illustre à la Bataille de Castlebar le 27 août, et il est nommé le jour même général de division provisoire par le général Humbert. Il est fait prisonnier à la bataille de Ballinamuck le 8 septembre 1798.
Échangé presque immédiatement, il est envoyé à l'armée d'Italie le 25 novembre 1798, puis à l'armée de Naples, où il sert sous le général Cambray le 20 janvier 1799. En avril 1799 il commande l'avant-garde de la division du général Olivier, occupe Brindisi, puis l'évacue, et le 28 avril 1799 il est vainqueur à Castellamare. Les 18 et 19 juin il combat à la Trebbia, et il est confirmé dans son grade de général de brigade le 7 octobre 1799. Le lendemain il est nommé commandant d'Angers et le 23 avril 1800 il rejoint l'armée de l'Ouest. Le 11 juillet suivant il retourne à l'armée d'Italie, et le 3 août il est employé au camp d'Amiens près les éclaireurs et grenadiers commandés par Murat.
Le 29 mars 1801, il n'est pas compris sur le tableau de l'état-major général, et il est admis au traitement de réforme le 21 mai 1801. Remis en activité le 2 octobre 1802, il est envoyé le 2 décembre suivant à l'armée de Saint-Domingue. Employé à la division du Sud le 5 mars 1803, il passe au département de la marine le 27 août suivant. Fin août il abandonne Port-au-Prince, se réfugie à Cuba, et retourne en France.
Muté au département de la Guerre le 11 janvier 1804, il est muté au camp de Brest sous le général Mathieu le 28 avril. Le 29 août 1805, il commande la 2e brigade de la division Mathieu au 7e corps de la Grande Armée, puis mis à la suite du 7e corps, il est employé à la 24e division militaire comme commandant du département de l'Escaut le 31 octobre 1806. Le 27 mai 1807 il passe au corps d'observation de l'Escaut, et le 24 juillet il commande le département de la Lys. Après avoir été dénoncé par le préfet pour tracasserie envers la population, et avoir eu de violents démêlés avec le général Chambarlhac, il est nommé commandant de l'île de Cadzand le 22 août 1808.
Le 9 février 1809 il est envoyé au camp de Boulogne sous Vandamme, comme commandant de la division de gauche, et le 10 juin 1810 il passe à l'ennemi en se faisant porter à un brick anglais par un bateau de pêcheur de Boulogne. Condamné à mort par contumace par le conseil de guerre de Lille le 15 novembre 1810, il rentre en France le 23 avril 1814, lors de la première Restauration. Le 3 septembre 1814, il est reconnu maréchal de camp en non activité, et il est déchargé de toute condamnation par décision royale du 1er février 1815. 
Emprisonné à l'Abbaye le 23 mars 1815 pendant les Cent Jours, il est remis en liberté et placé sous la surveillance de la police le 5 juillet 1815. Il est rayé des contrôles de l'armée le 15 juillet 1817. Le 23 juillet 1819, il est condamné pour bigamie à dix ans de travaux forcés et à l'exposition par la cour d'assises de la Seine. 
Gracié en 1822, il s'exile à Londres puis à Bruxelles, où il meurt le 11 novembre 1848.